# Racó de s'Arena
Es Racó de s'Arena, o Racó de s'Estelella, és una platja verge situada prop de la població de s'Estanyol de Migjorn, al municipi de Llucmajor, a la zona del migjorn de Mallorca. Forma la desembocadura natural del torrent de Garonda i ocupa el lloc entre la costa i el Bassal de Garonda, dins terrenys que pertanyen a la possessió de Garonda i a la de s'Estelella. Generalment està coberta d'una gruixuda capa de posidònia, que impedeix l'accés a la mar als banyistes, i els seus fons marins són variats: hi ha sorra, pedres i algues. L'amplada és variable amb un màxim d'uns 80 m i una llargària d'uns 120 m. Davant d'ella hi ha l'illot de s'Estanyol.
A la dreta d'aquesta platja hi continua una zona de dunes antigues erosionades pel vent on, al fons, hi ha un antic niu de metralladores construït durant la II Guerra Mundial com a defensa davant un desembarcament de tropes aliades, i un poc més lluny, el poblat de pescadors de s'Estelella, amb diversos escars, un varador i cases de pescadors, declarat Bé d'Interès Cultural.